# Сотрапезники
«Сотрапезники» — пьеса (по мнению большинства учёных, сатировская драма) древнегреческого драматурга Софокла (V век до н. э.) на тему мифов о Троянской войне. Её текст утрачен за исключением ряда небольших отрывков (фрг. 562—571 Radt).
Действие пьесы происходит в начале похода ахейцев на Трою, когда они остановились на острове Тенедос, чтобы совершить жертвоприношение. Сюжет раскрывается в юмористическом духе. Судя по уцелевшим отрывкам, Ахилл, показанный как обжора, спорил здесь с Одиссеем, поставившим под сомнение его доблесть. На сцене появлялась и мать Ахилла Фетида.
В 54 году до н. э. латинскую версию «Сотрапезников» создал Квинт Туллий Цицерон. Он отправил текст на оценку брату Марку, и тот ответил в письме: «„Сотрапезники“ Софокла мне решительно не понравились, хотя я и готов признать, что ты переделал эту пьесу не без юмора».